# HMAS Tobruk (1980)
HMAS Tobruk (L 50) — тяжёлый десантный корабль Австралийских ВМС. Принят на вооружение 23 апреля 1981 года. По состоянию на 2013 год находится в строю.

## Галерея

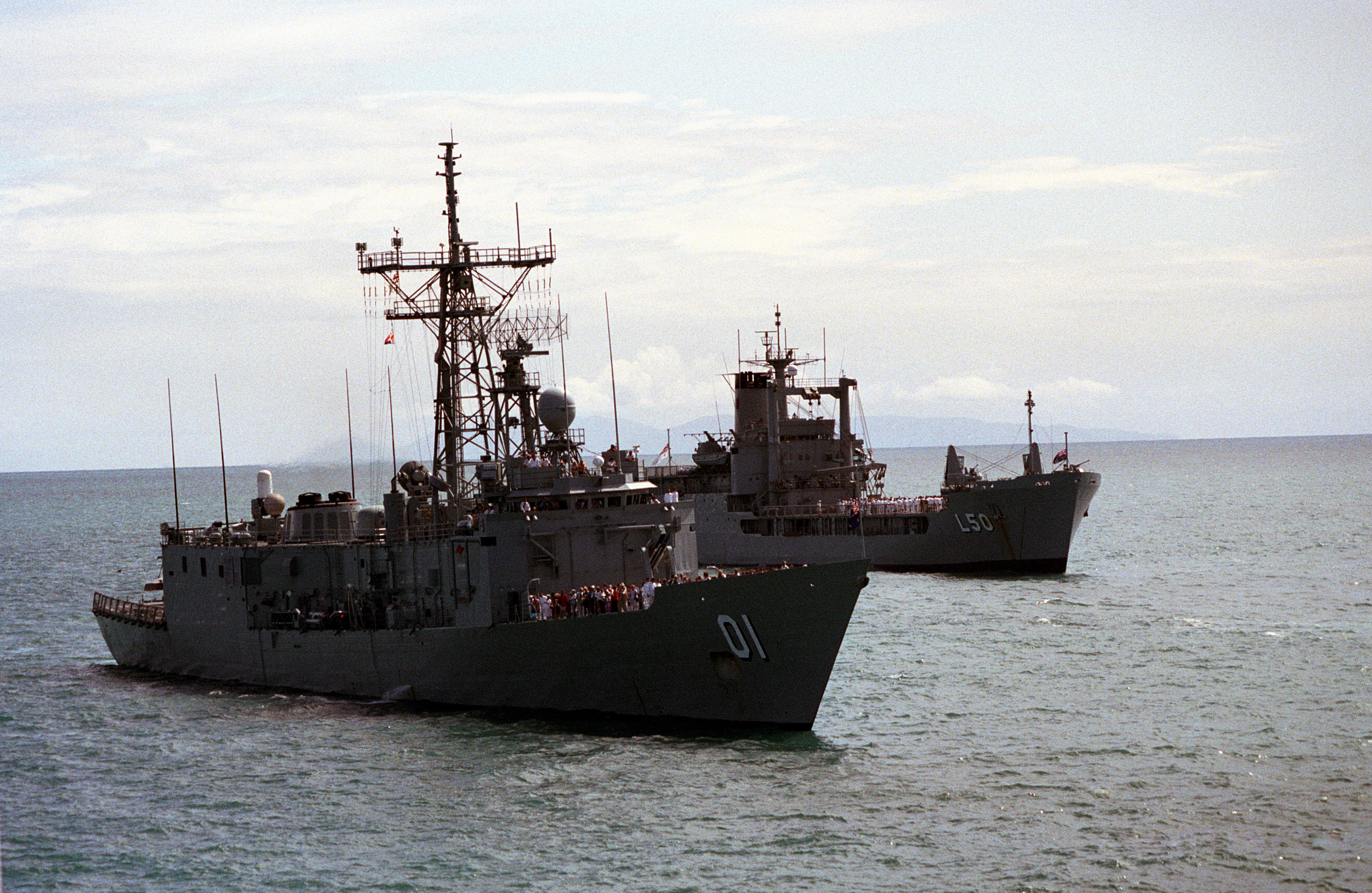
Tobruk и HMAS Adelaide в 1992 году
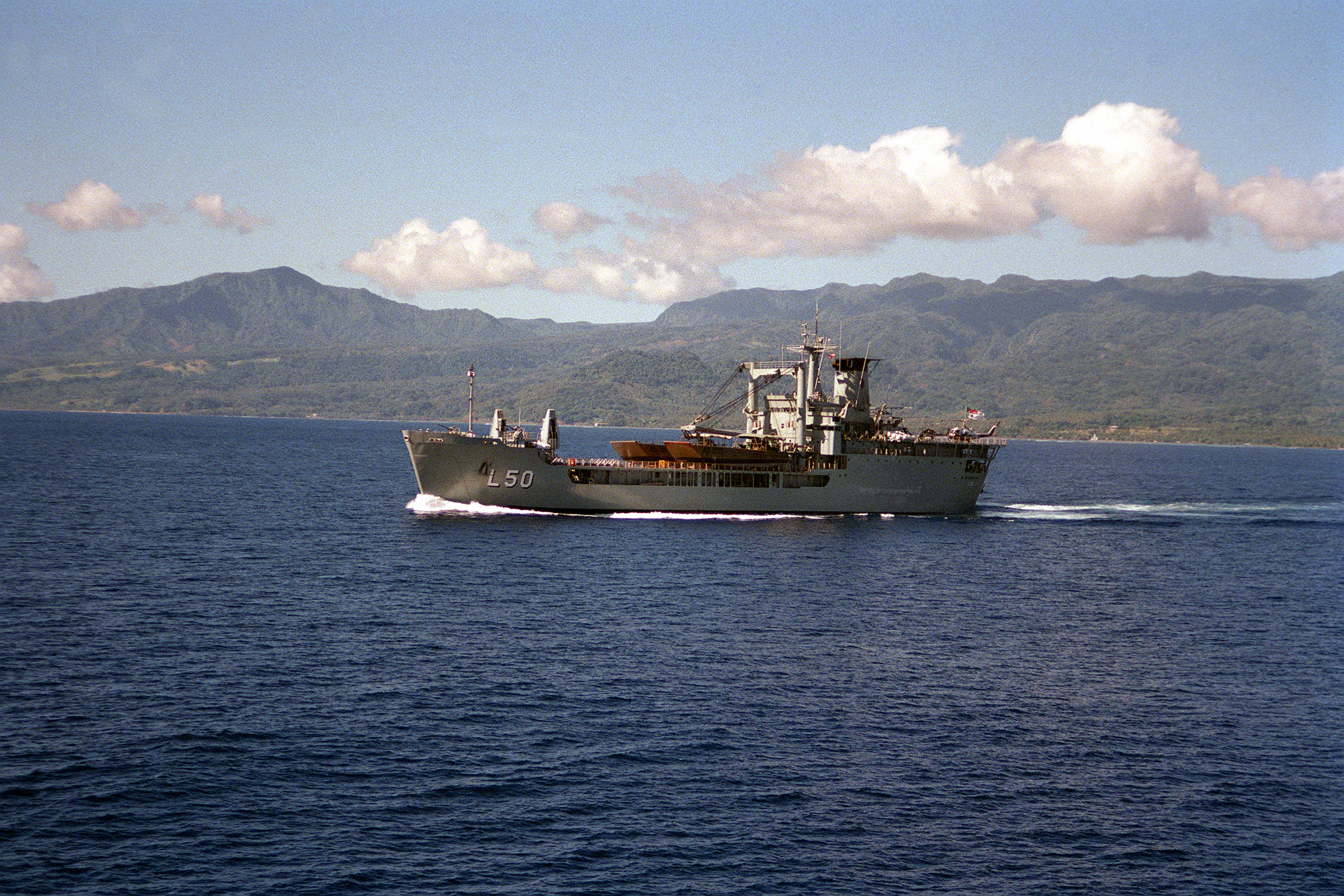
Tobruk в 1987 году
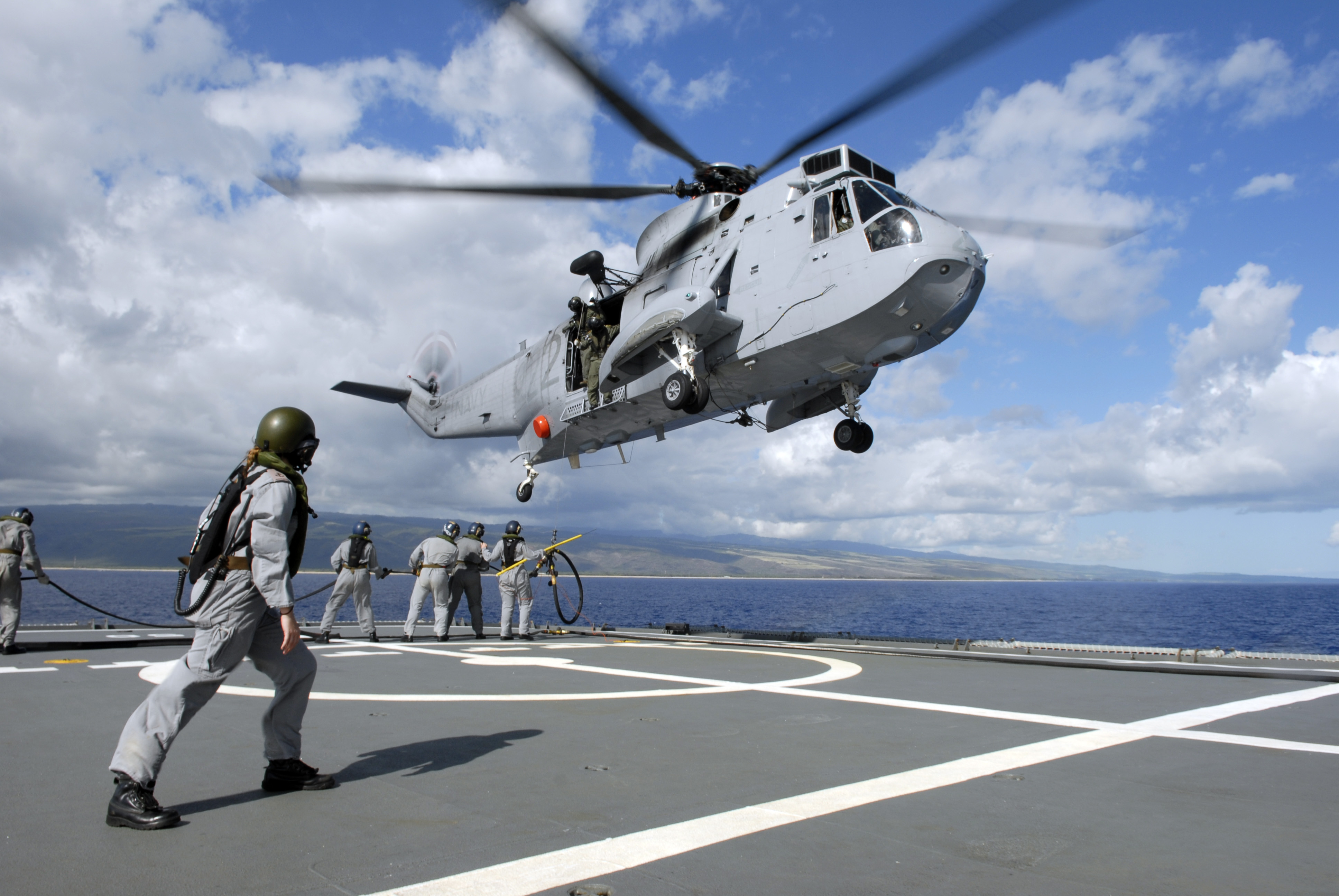
Sikorsky S-61 Sea King взлетает с Tobruk